# بلغي

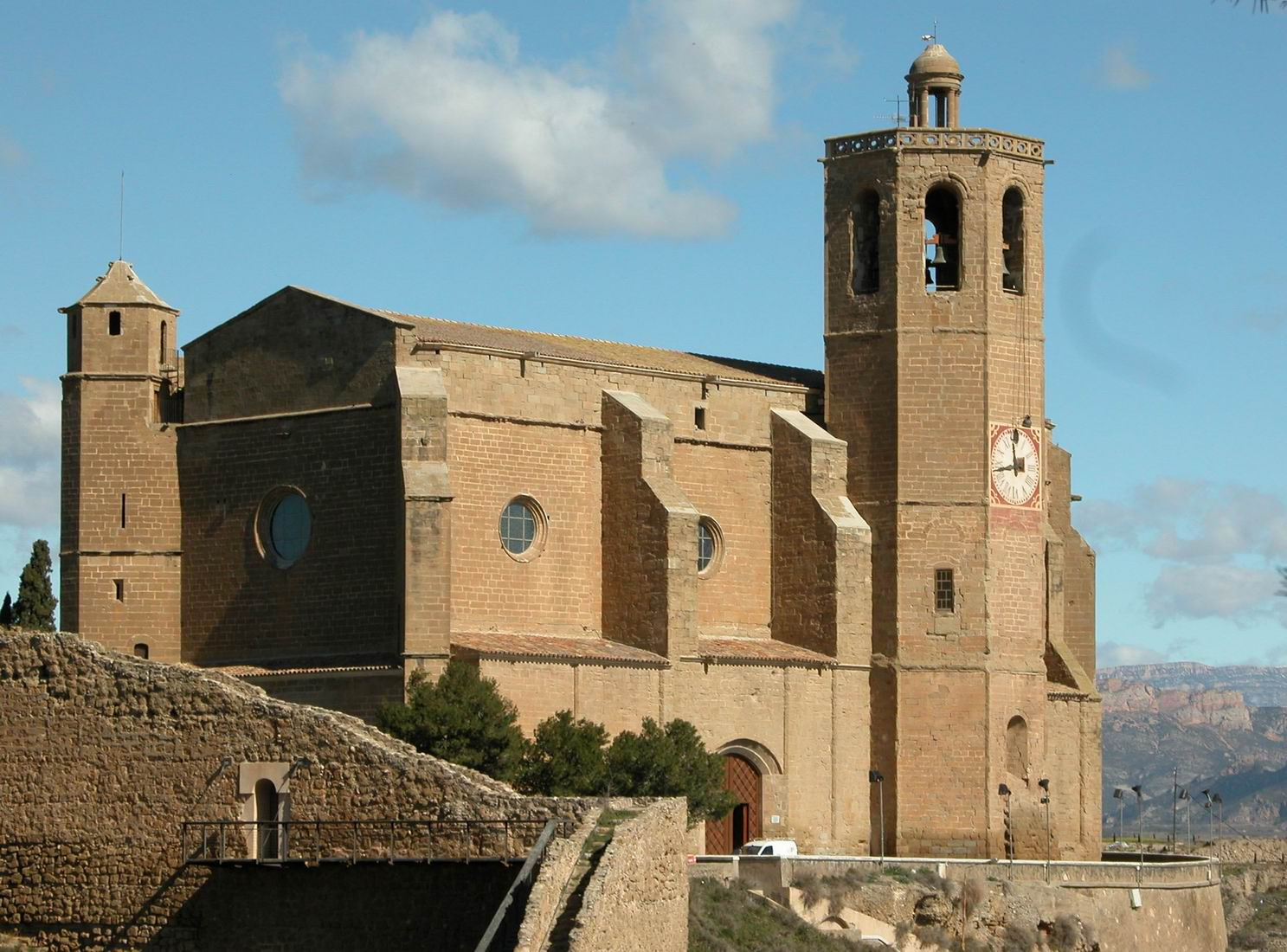
كنيسة سانتا ماريا بالمدينة

بلغي (بالكاتالانية: Balaguer، بالاغير) هي عاصمة إقليم نوغيرا الواقع في مقاطعة لاردة في منطقة كتالونيا بإسبانيا، وهي تقع على نهر سيغري أحد أفرع نهر أبرة.
دخلها المسلمون وأسمها بلغي، ثم انتزعها منهم إرمنغول الرابع كونت أورغل عام 1106، واتخذها عاصمة جديدة له، واستمرت كذلك في عهد خلفاؤه. كان بالمدينة جسر قوطي يعبر النهر، إلا أنه تدمر أثناء الحرب الأهلية الإسبانية عام 1938، وأعيد بنائه بعد الحرب. ومن المباني القوطية أيضًا، كنيسة سانتا ماريا، الموجودة على تلال البلدة، والمحاطة بسور دفاعي يعود للقرن الخامس عشر.
الجزء القديم من المدينة يقع في الضفة اليمنى للنهر، وبعد الحرب الأهلية الإسبانية، توسعت المدينة في الضفة اليسرى. ومن أبرز أبناء المدينة غاسبار دي بورتولا، مؤسس مدينتي سان دييغو ومونتيري في الولايات المتحدة.

## توأمة
لبالاغوار اتفاقيات توأمة مع:
- ألغيرو

## أعلام
- روبيرتو مارتينيز
- خايمي الثاني كونت أورغل
- بيدرو الرابع ملك أراغون
- بيدرو الثاني، كونت أورغل
- أنتوني توريس

## وصلات خارجية
- Official municipal web site (بالكتالونية)